# Alexander Atabekian
Alexander Atabekian (Shusha, 2 febbraio 1868 – 1940) è stato un anarchico armeno.
Nato a Shusha in Azerbaigian in una famiglia di medici, fu inviato dal 1889 al 1896 a Ginevra e in seguito a Lione per completare gli studi di medicina.

## Inizi della formazione politica
Proprio negli anni di Ginevra, Atabekian collabora alla pubblicazione di Hinchak ovvero Il suono della campana, giornale diretto dal socialista armeno Avetis Nazarbekian nonché organo ufficiale del Partito Socialdemocratico Armeno, fondato da giovani studenti mandati dalle famiglie a studiare nelle università occidentali. Su questo giornale vengono pubblicati molti articoli sul genocidio compiuto dagli ottomani e sulla stessa resistenza armena; sono stati numerosi i pogrom di cui furono vittime armeni, georgiani e  azeri ,.

## La scelta anarco-comunista
I lavori di Kropotkin furono di fondamentale importanza per la scelta anarco-comunista di Atabekian. In particolare quelli pubblicati da Le Revolt nel 1879 furono importanti non solo per la sua formazione politica, ma soprattutto perché diedero inizio a moti insurrezionali e alla discussione inerente alla possibilità di trasformare gli scioperi in insurrezioni. Tali saggi, raccolti da Élisée Reclus che, come scienziato, aveva rapporti con lui non solo per la scelta politica libertaria ma anche per l'attività scientifica stessa, comparvero nel 1885 a Parigi con il titolo Discorsi di un ribelle.
Queste letture convinsero Atabekian ad aderire al movimento comunista anarchico. Incominciò così la sua militanza libertaria. Lavorando alla Kuzman, vecchia stamperia ucraina che era luogo di riunione e di incontro dei libertari che avevano riparato a Ginevra dove si era trasferito per seguire i corsi di medicina, Atabekian riuscì a preparare delle edizioni in russo e armeno degli scritti di Kropotkin; furono quindi pubblicati Ai contadini armeni e Lettera ai rivoluzionari armeni da una Organizzazione Internazionale Anarchica, di Bakunin ed Errico Malatesta. Nel contempo Atabekian iniziava la collaborazione politica con gli anarchici di Ginevra, di Parigi e con il gruppo degli italiani.
In un breve lasso di tempo Alexander Atabekian incontra Kropotkin, Max Nettlau, Paraskev Stojanov, Jean Grave e Jacques Gross, e con loro manterrà in seguito rapporti epistolari. Nel frattempo Luigi Galleani, Stojanov ed Élisée Reclus, sottoposti a mandato di cattura per le dimostrazioni del 1º maggio 1890 a Parigi, decidono di riparare a Ginevra dove incontrano e collaborano con Atabekian. Scelta in modo coerente l'ideologia anarchica, Alexander Atabekian procede con la sua "missione" di propaganda politica sia nei villaggi ottomani che in quelli armeni e prende contatti con la Federazione Rivoluzionaria Armena (ARF) dopo che quest'ultima nel 1890 aveva aderito al movimento anarchico europeo pur essendo una formazione dotata anche di braccio militare in cui vi sono molti anarchici ma anche socialcomunisti e nazionalisti.

## Il viaggio e la permanenza in Iran
Espulso da Parigi, Atabekian si laurea in medicina a Ginevra, lascia l'Europa e attraverso la Bulgaria raggiunge l'Iran a cavallo dell'inizio del nuovo secolo per proseguire il suo lavoro di propaganda e proselitismo. In Iran resta per circa quindici anni nella regione di Reshd. Impegnato fortemente nel suo mestiere di medico, fa amicizia con il comunista iraniano-armeno Ardeshir Avanessian, che viene assunto nella farmacia gestita da Atabekian stesso.

## La rivoluzione di ottobre ed il periodo in Russia
Agli inizi della Rivoluzione di ottobre Alexander Atabekian si reca a Mosca, dove commenta e illustra la posizione anarchica con una trentina di articoli su Anarchija, organo di stampa della Federazione Anarchica Russa, edita pure un buon numero di opuscoli, Contro il potere, La Grande esperienza e La settimana sanguinante a Mosca fra gli altri, in cui illustra l'opposizione critica anarchica verso certi tipi di scelta fatte dai bolscevichi che risultano distanti da quelle di una rivoluzione libertaria in cui gli anarchici speravano si potesse trasformare la rivoluzione russa.
Quando ormai fu chiaro che il potere centrale era tenuto ben saldamente dai dirigenti bolscevichi Kropotkin, il principe anarchico di cui Atabekian era ottimo amico e gli fu vicino fino alla di lui morte, scrisse ad Atabekian che era la fine della rivoluzione.

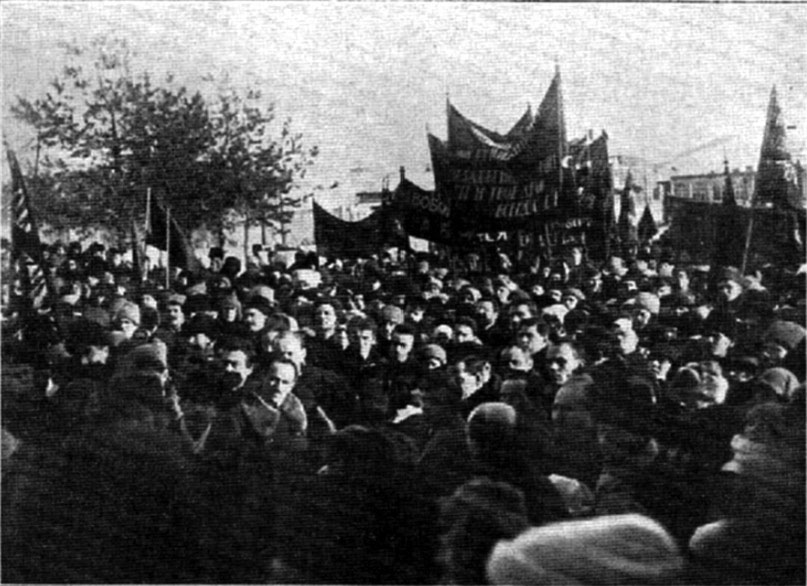
Funerali di Kropotkin (13 febbraio 1921), fra i cartelli portati dai manifestanti ne compare uno con scritto: Chiediamo la libertà di tutti gli anarchici incarcerati che stanno combattendo per le medesime idee per cui Kropotkin ha combattuto, l'anarchia,

Alexander Atabekian assieme al compagno Sandomirsku aprì nel 1918 una tipografia di genere cooperativista, dando inizio alle pubblicazioni di Pocin, giornale anarchico propugnatore di un sistema sociale cooperativistico. Atabekian, aiutato dai suoi figli in tale impegno, diede alle stampe L'etica e la politica, La situazione degli anarchici in Russia e le memorie di Kropotkin. Furono pubblicati 11 numeri del giornale, in 5 dei quali compaiono articoli di Atabekian inerenti all'Iran e al Medio Oriente.
Nel venire a sapere che Kropotkin stava per morire, nel gennaio del 1921 lo raggiunse nella casa di Dimitrov, assistendolo negli ultimi momenti assieme al suo medico personale. L'8 febbraio 1921 i funerali furono gestiti dalla famiglia e dai compagni anarchici. Atabekian fu ovviamente uno fra gli organizzatori della cerimonia funebre che poi fu l'ultima grande manifestazione anarchica il 13 febbraio 1921 nella Russia bolscevica.
Poco dopo la morte di Kropotkin, i bolscevichi, a partire dagli insorti di Kronštadt, iniziarono il periodo delle repressioni contro gli anarchici in Russia. Ne furono catturati non pochi: alcuni vennero fucilati nel carcere gestito dagli agenti della Čeka, un buon numero riparò in Cecenia e Kirghizistan. Anche Atabekian fu preso dagli agenti della Čeka nel 1920 perché accusato di aver violato le vigenti leggi inerenti alla stampa. Dopo aver scontato circa 6 mesi di campo di concentramento, nel 1921 fu nuovamente arrestato ed esiliato nel Caucaso, viene liberato per intercessione diretta della famiglia di Kropotkin. Kropotkin infatti aveva mantenuto legami di reciproco rispetto con Lenin, come traspare da due lettere in cui il principe anarchico si lamenta dei sistemi repressivi usati a sproposito da alcuni bolscevichi. Dopo la sua morte, evidentemente la famiglia del "principe" mantenne ugualmente rapporti con Lenin esercitando la propria influenza a favore di Atabekian. Malgrado la sua tipografia fosse stata chiusa per ben 5 volte, in qualche maniera egli riuscì a pubblicare il suo giornale fino al 19 marzo del 1923 quando gli agenti della Ceka perquisirono e confiscarono tutto il materiale necessario all'attività di stampa.
Alla morte di Lenin, Stalin impedì che la famiglia di Kropotkin potesse esercitare un seppur minimo peso sui bolscevichi e poter proteggere gli anarchici conosciuti dalla famiglia. Tenuto conto degli scarni documenti a disposizione, pare che Alexander Atabekian sia stato internato in un gulag, dove morì nel 1940.

## Pubblicazioni in russo ed armeno per l'Anarchičeskaja Biblioteka
L'Anarchičeskaja Biblioteka pubblicò gli opuscoli di:
- Kropotkin: Diritti Politici (1893), Decomposizione dello Stato (1892), Anarchismo (1893), Le Minoranze Rivoluzionarie (1894), Lo Spirito di Rivolta (1893);
- Bakunin: il primo volume di La Comune di Parigi e "L'idea dello Stato.[7]; *Élisée Reclus: Ai nostri fratelli contadini;
- Errico Malatesta: Tra contadini (articolo con prefazione per gli Armeni del 1893);
- Jean Grave: Perché siamo rivoluzionari? (1894)[8].

Anarchismo e Movimenti Armeni nell'Impero ottomano, a firma di Anahide Ter Minassian, pubblicato da Atabekian, nelle prime pagine degli opuscoli mostra impresso il timbro "pubblicato con l'autorizzazione del Ministero dell'Istruzione" in ottomano.
La diffusione di tale materiale propagandistico fu opera di Paraskev Stojanov tramite viaggi in Caucaso, Istanbul e Bulgaria dopo che gli era stato proibito di rimanere a Parigi.

### HamayankhLa Comunegiornale libertario
Atabekian, nel suo soggiorno a Parigi per proseguire gli studi di medicina, riuscì a pubblicare il primo periodico anarchico in lingua armena, Hamayankh (La Comune) . Ne furono pubblicati cinque numeri, ciascuno formato da 8 pagine con articoli sull'anarchismo e in generale sul movimento rivoluzionario armeno. Il giornale, nella sezione intitolata Movimento Rivoluzionario Internazionale, forniva anche una sintetica panoramica sui movimenti anarchici nel mondo.
Hamayankh trovò riscontro fra gli immigrati armeni in occidente e nei Balcani, e Stojanov ne tentò la divulgazione tra i rivoluzionari armeni dei Balcani, del Caucaso meridionale e della Turchia.
Benché su tale organo di stampa non compaiano lavori firmati da Atabekian, sembra che alcuni articoli siano stati scritti ugualmente da lui, ma firmati con uno pseudonimo dopo che era stata decretata la sua espulsione da Parigi. Tale ipotesi è caldeggiata dallo storico Anahide Ter Minassian, che sostiene che l'uso dello pseudonimo era una precauzione doverosa per prevenire il sistema repressivo contro gli anarchici. Atabekian emigrò in Iran di lì a qualche anno dopo, e Hamayankh fu fatto conoscere tramite la sua distribuzione nella regione di Reshd.